# 1341
Năm 1341 (Số La Mã: MCCCXLI) là một năm thường bắt đầu vào thứ hai trong lịch Julius.

## Mất
- Trần Hiến Tông vị vua thứ 6 của nhà Trần